# Fitopatógeno

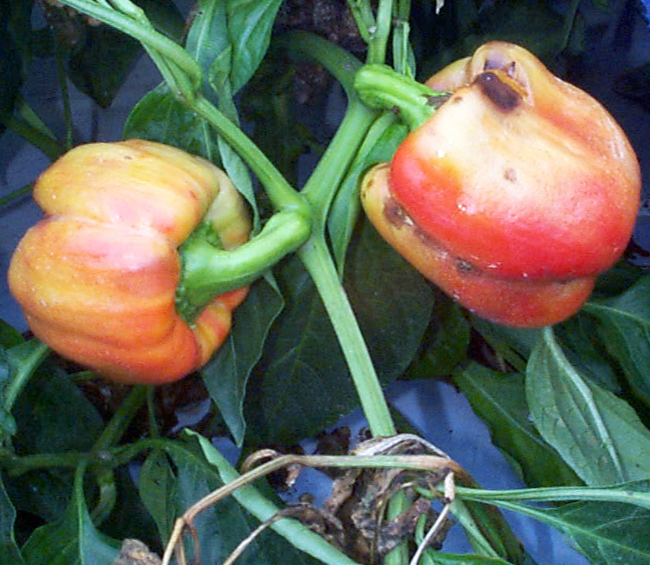
Vegetales enfermos, afectados por microorganismos

En fitopatología, se denomina fitopatógeno a un organismo, en general microorganismo, que genera enfermedades en las plantas a través de disturbios en el metabolismo celular, al secretar enzimas, toxinas, fitorreguladores y otras sustancias y, además, absorbiendo nutrientes de la célula para su propio crecimiento.
Algunos fitopatógenos pueden causar también enfermedades al crecer y multiplicarse en el xilema y en el floema de la planta y, por ende, bloquear el transporte de agua y de nutrientes desde la raíz hacia las hojas o el flujo de savia desde las hojas hacia el resto de la planta.
Los organismos fitopatógenos pueden ser: nematodes, bacterias, virus, protozoarios, moluscos y hongos.

### Su ciclo de vida
Mayormente, el hongo vive una gran parte como parásito en la planta que le sirve de huésped, y el resto, en los residuos vegetales que terminan en el suelo. Es normal que este se vaya multiplicando en la superficie de la planta huésped (o cerca de esta) y se disuelva. Hay dos formas de estos ataquen: de manera local o en general. En el primero que fue mencionado, este se desarrolla en solo una parte de la planta, mientras que en el otro, la lastima por completo. La relación que estos dos comparten es que uno local puede terminar en uno general.